# Spuleria
Spuleria är ett släkte av fjärilar som beskrevs av Ottmar Hofmann 1898. En del auktoriteter, bland annat Catalogue of Life listar släktet som synonym till Chrysoclista. Spuleria ingår i familjen märgmalar, Parametriotidae. men andra auktoriteter anger andra familjetillhörigheter så som Elachistidae, Cosmopterigidae eller Agonoxenidae.
Släktet innehåller endast arten gulhövdad hagtornsbrokmal, Spuleria flavicaput.